# Gerhard von Wippingen
Gerhard von Wippingen (* 1262/67; † 17. März 1325 vermutlich in Delémont) war von 1302 bis 1309 Bischof von Lausanne und von 1309 bis zu seinem Tod Bischof von Basel.

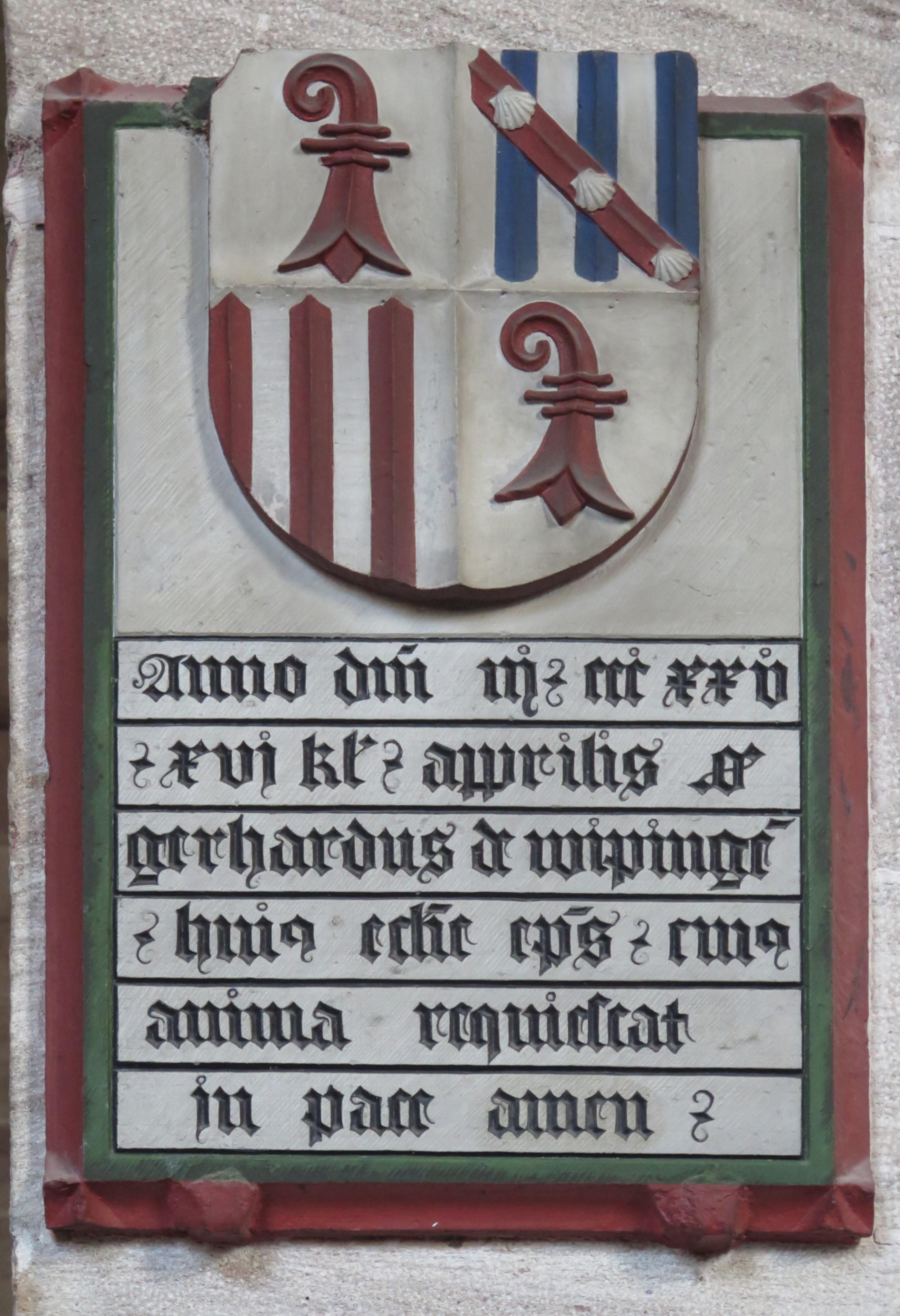
Epitaph des Bischofs Gerhard von Wippingen

## Leben
Gerhard entstammte der Adelsfamilie de Vuippens aus der Gegend von Freiburg im Üechtland. Seine Eltern waren Ulrich von Wippingen und Agnes von Grandson. Durch seinen Onkel Otton de Grandson wurde er am englischen Hof eingeführt. Er hatte zahlreiche Pfründen in England. So wurde er 1286 Rektor von Waddington und Domherr von York, 1289 Rektor von Greystoke und Kanoniker von Lichfield und 1290 Archidiakon von Richmond. Zwischen 1299 und 1302 unternahm er im Auftrag von König Eduard I. von England diplomatische Missionen zu König Philipp dem Schönen von Frankreich und Papst Bonifaz VIII. 1302 wurde er durch den Einfluss seines Onkels zum Bischof von Lausanne ernannt. Während seiner Amtszeit kam es wiederholt zu Konflikten mit Ludwig II., Herr der Waadt. Einen noch aus der Zeit seines Vorgängers herrührenden Streit mit der Stadt Lausanne konnte er durch das Akzeptieren eines Vergleichs beilegen. Als der Basler Bischof Otto von Grandson auf der Rückreise von Avignon in seine Diözese starb, wurde Gerhard 1309 vom Papst zum Bischof von Basel ernannt. Jedoch hatte unterdessen das Basler Domkapitel den Dompropst Lüthold II. von Rötteln zum Bischof gewählt. Das resultierende zweijährige Schisma wurde im Mai 1311 durch den Verzicht Lütholds beendet. Gerhard, der sich unterdessen am päpstlichen Hof in Avignon aufhielt, konnte sein Bistum 1312 in Besitz nehmen. Er residierte vorwiegend auf dem bischöflichen Schloss in Delémont und ließ sich in Basel von seinem Generalvikar, dem Lausanner Domherrn Otto von Avenches vertreten. 1296 begann ein Krieg mit den Grafen von Neuenburg, der die Finanzen des verschuldeten Bistums noch weiter belastete. Erst eine Intervention des Papstes, der Gerhard mit Entzug des Bistums drohte, konnte 1317 den Konflikt beenden. In Basel verfolgte der Bischof die der Häresie verdächtigten Beginen und Minoriten, was 1320 zu Unruhen in der Stadt führte. Der Papst hob 1321 das von Gerhard verhängte Interdikt wieder auf. 1324 ging die Lehnsherrschaft über die Grafschaft Pfirt an Habsburg verloren. Gerhard starb 1325 vermutlich auf seinem Schloss in Delémont. Er wurde im Basler Münster beigesetzt.